# Années 940 av. J.-C.
Les années 940 av. J.-C. couvrent les années de 949 av. J.-C. à 940 av. J.-C.

## Événements

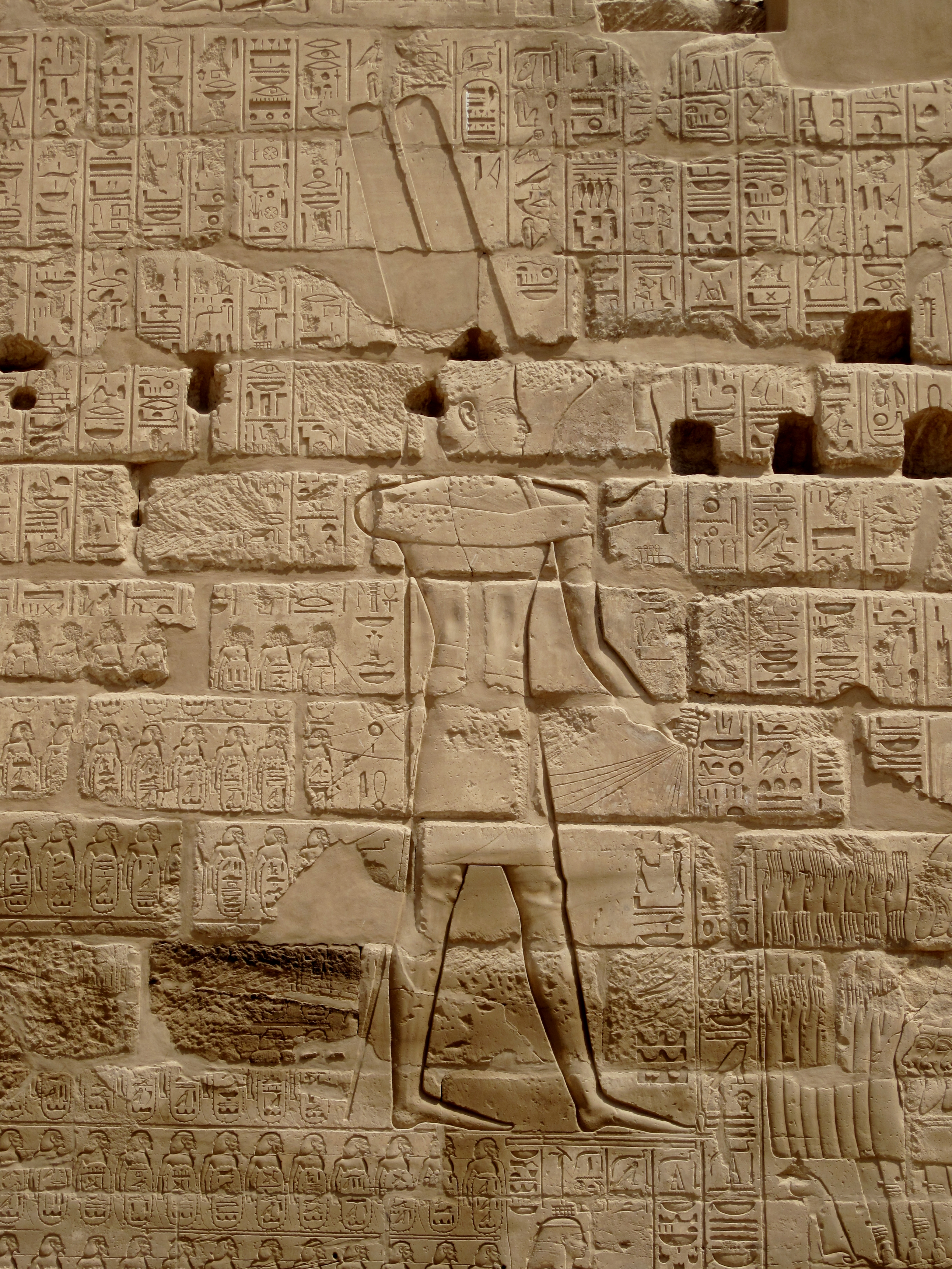
Relief du temple de Karnak détaillant les campagnes militaires du roi Chéchonq Ier

- 945-924 av. J.-C. : règne de Chéchonq Ier, chef militaire libyen (berbère), qui fonde la XXIIe dynastie libyenne (fin en 715 av. J.-C.) après une révolte des Meshwesh, puis établit sa capitale à Bubastis dans le delta du Nil. Il rétablit une autorité unique sur l’ensemble du pays[1]. Il impose un de ses fils, Ioupout, comme grand prêtre d’Amon à Thèbes, qui devient aussi chef de l’armée et gouverneur de la Haute-Égypte. Il confie à son autre fils Nimlot la forteresse d’Hérakléopolis qui commande le contrôle de la Moyenne-Égypte. Il reprend la tradition établie de faire adopter une de ses filles pour succéder à la « divine adoratrice » en titre à Thèbes. Pour légitimer sa dynastie, il marie son fils Osorkon Ier avec la fille de Psousennès II, dernier roi de la XXIe dynastie[2]. Des révoltes ont lieu dans plusieurs régions, tandis qu’une partie du clergé de Thèbes préfère s’exiler à Napata, dans le pays de Kouch[3].
- Vers 943 av. J.-C.[4] : règne de Ninurta-kudurri usur, roi de Babylone (pour huit mois)[5].

- Vers 942 av. J.-C.[4] : début du règne de Mar-nîti-ahhê-iddina, roi de Babylone[5].

- Vers 940 av. J.-C. : règne de Abibaal, roi de Byblos[6].